# Equifax
Equifax Inc.（エキファックス、エクィファクス）とは、米国の消費者信用情報会社であり、TransUnionとエクスペリアンと並ぶ三大信用情報会社である。その中でもEquifaxは創業最古（1899年）であり、世界で4億人のクレジットスコアを保有している。米国アトランタに本部を置き、ニューヨーク証券取引所に上場している。年間収益は15億米ドルであり、世界14カ国で7000人以上を雇用している。